# Mieszkowo (Mazovie)
Pour les articles homonymes, voir Mieszkowo.
Mieszkowo (prononcé en polonais : [mjɛʂˈkɔvɔ]) est un village polonais de la gmina de Piaseczno dans le powiat de Piaseczno de la voïvodie de Mazovie dans le centre-est de la Pologne.
Le village compte approximativement une population de 101 habitants en 2013.

## Histoire
De 1975 à 1998, le village appartenait administrativement à la voïvodie de Varsovie.